# Karl Selisko
Karl Selisko (cca 1844 – 30. dubna 1910 Horní Vlčkovice) byl rakouský politik německé národnosti z Čech, poslanec Českého zemského sněmu.

## Biografie
Působil jako rolník a pekařský mistr v Horních Vlčkovicích. Zastával funkci okresního starosty ve Dvoře Králové. Podle jednoho zdroje byl okresním starostou od roku 1889 do roku 1895. Podle dobových zdrojů ale zastával funkci okresního starosty po dobu třiceti let. V okresním výboru zasedal od roku 1876 a okresním starostou se stal roku 1881. V roce 1906 se konala oslava jeho 25. výročí působení v čele samosprávného okresu, na které byly připomenuty jeho zásluhy o německé školství a tělovýchovu v regionu. Od několika obcí získal čestné občanství. Byl korespondenčním členem liberecké obchodní a živnostenské komory a členem okresní školní rady. Získal též Řád Františka Josefa.
V 90. letech se zapojil i do vysoké politiky. V doplňovacích zemských volbách v září 1892 byl zvolen na Český zemský sněm, kde zastupoval kurii venkovských obcí, obvod Trutnov, Hostinné, Maršov, Žacléř. Byl uváděn jako německý liberální kandidát (tzv. Ústavní strana).
Zemřel na koncem dubna roku 1910 ve věku 66 let. Pohřeb se konal 4. května 1910 ve Vlčkovicích za velké účasti veřejnosti. Na poslední rozloučení se dostavili zástupci německých i českých obcí z regionu.